# Snow ((Hey Oh))
Snow ((Hey Oh)) is de derde single van het dubbelalbum Stadium Arcadium van de Red Hot Chili Peppers. Het werd internationaal (met uitzondering van Noord-Amerika) op 20 november 2006 uitgebracht. Dat meldde de officiële website op donderdag 19 oktober.

## Geruchten
In de lente van 2006 meldde een fansite dat Snow in elk geval een single zou worden. Waarschijnlijk de vierde single, na Storm In A Teacup. Op 18 augustus 2006 kondigde een Amerikaans radiostation aan dat het de derde single van het album zou worden en op 3 oktober zal worden uitgebracht. Later bleek die datum niet te kloppen.
Een paar dagen later bevestigde Tony Kaye (o.a. regisseur Dani California, American History X) in een interview van MTV dat hij de videoclip van de derde single van Stadium Arcadium zou maken. En die derde single zou Snow zijn.
Begin oktober meldde Warner Germany dat ze als mikpunt voor de releasedatum 17 november hadden, maar dat ze dit nog niet zeker wisten. De fansite van gitarist John Frusciante
meldde op 11 oktober dat de duur van de video 4:11 zou zijn, terwijl de albumversie 5:34 duurt. En ze hadden ook de cover van de promoversie.
Op 19 oktober werd een einde aan de geruchten gemaakt door bekend te maken dat de internationale release op 20 november zou plaatsvinden. Tegelijk werden de volledige tracklists van alle versies van Snow vrijgegeven.

## Videoclip
Tony Kaye is de regisseur van het clipje van het nummer Snow, net zoals hij ook het clipje van Dani California regisseerde. De videoclip speelt zich af op een concert waar de Red Hot Chili Peppers spelen. Tussendoor zie je steeds foto's van mensen.

## Hitnoteringen
| Snow ((Hey Oh)) in de Nederlandse Top 40 binnenkomst: 2 december 2006 | Snow ((Hey Oh)) in de Nederlandse Top 40 binnenkomst: 2 december 2006 | Snow ((Hey Oh)) in de Nederlandse Top 40 binnenkomst: 2 december 2006 | Snow ((Hey Oh)) in de Nederlandse Top 40 binnenkomst: 2 december 2006 | Snow ((Hey Oh)) in de Nederlandse Top 40 binnenkomst: 2 december 2006 | Snow ((Hey Oh)) in de Nederlandse Top 40 binnenkomst: 2 december 2006 | Snow ((Hey Oh)) in de Nederlandse Top 40 binnenkomst: 2 december 2006 | Snow ((Hey Oh)) in de Nederlandse Top 40 binnenkomst: 2 december 2006 | Snow ((Hey Oh)) in de Nederlandse Top 40 binnenkomst: 2 december 2006 | Snow ((Hey Oh)) in de Nederlandse Top 40 binnenkomst: 2 december 2006 | Snow ((Hey Oh)) in de Nederlandse Top 40 binnenkomst: 2 december 2006 | Snow ((Hey Oh)) in de Nederlandse Top 40 binnenkomst: 2 december 2006 | Snow ((Hey Oh)) in de Nederlandse Top 40 binnenkomst: 2 december 2006 | Snow ((Hey Oh)) in de Nederlandse Top 40 binnenkomst: 2 december 2006 | Snow ((Hey Oh)) in de Nederlandse Top 40 binnenkomst: 2 december 2006 | Snow ((Hey Oh)) in de Nederlandse Top 40 binnenkomst: 2 december 2006 | Snow ((Hey Oh)) in de Nederlandse Top 40 binnenkomst: 2 december 2006 | Snow ((Hey Oh)) in de Nederlandse Top 40 binnenkomst: 2 december 2006 | Snow ((Hey Oh)) in de Nederlandse Top 40 binnenkomst: 2 december 2006 | Snow ((Hey Oh)) in de Nederlandse Top 40 binnenkomst: 2 december 2006 |
| Week                                                                  | 01                                                                    | 02                                                                    | 03                                                                    | 04                                                                    | 05                                                                    | 06                                                                    | 07                                                                    | 08                                                                    | 09                                                                    | 10                                                                    | 11                                                                    | 12                                                                    | 13                                                                    | 14                                                                    | 15                                                                    | 16                                                                    | 17                                                                    | 18                                                                    | 19                                                                    |
| --------------------------------------------------------------------- | --------------------------------------------------------------------- | --------------------------------------------------------------------- | --------------------------------------------------------------------- | --------------------------------------------------------------------- | --------------------------------------------------------------------- | --------------------------------------------------------------------- | --------------------------------------------------------------------- | --------------------------------------------------------------------- | --------------------------------------------------------------------- | --------------------------------------------------------------------- | --------------------------------------------------------------------- | --------------------------------------------------------------------- | --------------------------------------------------------------------- | --------------------------------------------------------------------- | --------------------------------------------------------------------- | --------------------------------------------------------------------- | --------------------------------------------------------------------- | --------------------------------------------------------------------- | --------------------------------------------------------------------- |
| Nummer                                                                | 32                                                                    | 21                                                                    | 9                                                                     | 7                                                                     | 9                                                                     | 7                                                                     | 5                                                                     | 6                                                                     | 8                                                                     | 9                                                                     | 10                                                                    | 11                                                                    | 16                                                                    | 19                                                                    | 24                                                                    | 30                                                                    | 36                                                                    | 40                                                                    | uit                                                                   |

| Snow ((Hey Oh)) in de Ultratop 50 Binnen: 25 november 2006 | Snow ((Hey Oh)) in de Ultratop 50 Binnen: 25 november 2006 | Snow ((Hey Oh)) in de Ultratop 50 Binnen: 25 november 2006 | Snow ((Hey Oh)) in de Ultratop 50 Binnen: 25 november 2006 | Snow ((Hey Oh)) in de Ultratop 50 Binnen: 25 november 2006 | Snow ((Hey Oh)) in de Ultratop 50 Binnen: 25 november 2006 | Snow ((Hey Oh)) in de Ultratop 50 Binnen: 25 november 2006 | Snow ((Hey Oh)) in de Ultratop 50 Binnen: 25 november 2006 | Snow ((Hey Oh)) in de Ultratop 50 Binnen: 25 november 2006 | Snow ((Hey Oh)) in de Ultratop 50 Binnen: 25 november 2006 | Snow ((Hey Oh)) in de Ultratop 50 Binnen: 25 november 2006 | Snow ((Hey Oh)) in de Ultratop 50 Binnen: 25 november 2006 | Snow ((Hey Oh)) in de Ultratop 50 Binnen: 25 november 2006 | Snow ((Hey Oh)) in de Ultratop 50 Binnen: 25 november 2006 | Snow ((Hey Oh)) in de Ultratop 50 Binnen: 25 november 2006 | Snow ((Hey Oh)) in de Ultratop 50 Binnen: 25 november 2006 | Snow ((Hey Oh)) in de Ultratop 50 Binnen: 25 november 2006 | Snow ((Hey Oh)) in de Ultratop 50 Binnen: 25 november 2006 | Snow ((Hey Oh)) in de Ultratop 50 Binnen: 25 november 2006 | Snow ((Hey Oh)) in de Ultratop 50 Binnen: 25 november 2006 | Snow ((Hey Oh)) in de Ultratop 50 Binnen: 25 november 2006 |
| Week                                                       | 01                                                         | 02                                                         | 03                                                         | 04                                                         | 05                                                         | 06                                                         | 07                                                         | 08                                                         | 09                                                         | 10                                                         | 11                                                         | 12                                                         | 13                                                         | 14                                                         | 15                                                         | 16                                                         | 17                                                         | 18                                                         | 19                                                         | 20                                                         |
| ---------------------------------------------------------- | ---------------------------------------------------------- | ---------------------------------------------------------- | ---------------------------------------------------------- | ---------------------------------------------------------- | ---------------------------------------------------------- | ---------------------------------------------------------- | ---------------------------------------------------------- | ---------------------------------------------------------- | ---------------------------------------------------------- | ---------------------------------------------------------- | ---------------------------------------------------------- | ---------------------------------------------------------- | ---------------------------------------------------------- | ---------------------------------------------------------- | ---------------------------------------------------------- | ---------------------------------------------------------- | ---------------------------------------------------------- | ---------------------------------------------------------- | ---------------------------------------------------------- | ---------------------------------------------------------- |
| Nummer                                                     | 41                                                         | 30                                                         | 17                                                         | 16                                                         | 14                                                         | 15                                                         | 12                                                         | 9                                                          | 11                                                         | 14                                                         | 14                                                         | 13                                                         | 13                                                         | 16                                                         | 20                                                         | 25                                                         | 27                                                         | 35                                                         | 44                                                         |                                                            |

### NPO Radio 2 Top 2000
| Nummer met noteringen in de NPO Radio 2 Top 2000 | '09 | '10 | '11 | '12 | '13 | '14 | '15 | '16 | '17 | '18 | '19 | '20 | '21 | '22 | '23 | '24 |
| ------------------------------------------------ | --- | --- | --- | --- | --- | --- | --- | --- | --- | --- | --- | --- | --- | --- | --- | --- |
| Snow (Hey Oh)                                    | 193 | 275 | 261 | 290 | 269 | 386 | 335 | 330 | 429 | 376 | 463 | 478 | 475 | 492 | 577 | 597 |

1. ↑  Een vetgedrukt getal geeft de hoogste notering aan.
2. ↑  2009 was het eerste jaar met een notering voor dit nummer.

## Tracklists

### Maxi-single
1. Snow
2. Funny Face
3. I'll Be Your Domino

### Internationale cd-single
1. Snow
2. Funny Face

### cd-singleVK
1. Snow
2. Permutation (live)

### Picture disk
1. Snow
2. Funny Face